# Бенжамін Бекер
Бенжамін Бекер - колишній німецький тенісист, володар одного титулу на рівні ATP. Найвищу одиночну позицію світового рейтингу — 35 місце досяг 27 жовтня 2014, парну — 58 місце — 5 липня 2010 року. Найвищим досягненням на турнірах Великого шолома було 4 коло в одиночному розряді. Завершив кар'єру 2017 року.
Не має родинних зв'язків із колишньою першою ракеткою світу Борисом Беккером.
У 2006 році в третьому колі Відкритого чемпіонату США переміг Андре Агассі, цей матч став останнім у кар'єрі американця.

## Фінали турнірів ATP за кар'єру

### Одиночний розряд: 3 (1–2)
| Легенда                                     |
| ------------------------------------------- |
| Турніри Великого шолома (0–0)               |
| Фінали Світового туру ATP (0–0)             |
| Серія Мастерс 1000 Світового Туру ATP (0–0) |
| Серія 500 Світового туру ATP (0–0)          |
| Серія 250 Світового туру ATP (1–2)          |

| Фінали за покриттям |
| ------------------- |
| Тверде (0–1)        |
| Ґрунт (0–0)         |
| Трава (1–1)         |
| Килим (0–0)         |

| Фінали за типом корту |
| --------------------- |
| Відкритий (1–1)       |
| Закритий (0–1)        |

| Результат | В-П | Дата     | Турнір                                         | Рівень     | Покриття   | Суперник              | Рахунок            |
| --------- | --- | -------- | ---------------------------------------------- | ---------- | ---------- | --------------------- | ------------------ |
| Поразка   | 0–1 | Вер 2007 | Thailand Open, Таїланд                         | Інтернешнл | Тверде (i) | Дмитро Турсунов       | 2–6, 1–6           |
| Перемога  | 1–1 | Чер 2009 | Rosmalen Grass Court Championships, Нідерланди | Серія 250  | Трава      | Рамон Слюйтер         | 7–5, 6–3           |
| Поразка   | 1–2 | Чер 2014 | Rosmalen Championships, Нідерланди             | Серія 250  | Трава      | Роберто Баутіста Аґут | 6–2, 6–7(2–7), 4–6 |

### Парний розряд: 2 (2 поразки)
| Легенда                                     |
| ------------------------------------------- |
| Турніри Великого шолома (0–0)               |
| Фінали Світового туру ATP (0–0)             |
| Серія Мастерс 1000 Світового Туру ATP (0–0) |
| Серія 500 Світового туру ATP (0–0)          |
| Серія 250 Світового туру ATP (0–2)          |

| Фінали за покриттям |
| ------------------- |
| Тверде (0–2)        |
| Ґрунт (0–0)         |
| Трава (0–0)         |
| Килим (0–0)         |

| Фінали за типом корту |
| --------------------- |
| Відкритий (0–1)       |
| Закритий (0–1)        |

| Результат | В-П | Дата     | Турнір                           | Рівень     | Покриття   | Партнер       | Суперники            | Рахунок       |
| --------- | --- | -------- | -------------------------------- | ---------- | ---------- | ------------- | -------------------- | ------------- |
| Поразка   | 0–1 | Сер 2009 | Los Angeles Open, США            | Інтернешнл | Тверде     | Франк Мозер   | Боб Браян Майк Браян | 4–6, 6–7(2–7) |
| Поразка   | 0–2 | Лют 2010 | Pacific Coast Championships, США | Серія 250  | Тверде (i) | Леонардо Маєр | Марді Фіш Сем Кверрі | 6–7(3–7), 5–7 |

## Фінали челленджерів

### Одиночний розряд: 18 (9–9)
| Результат |    | Дата              | Турнір                     | Покриття   | Суперник                 | Рахунок             |
| --------- | -- | ----------------- | -------------------------- | ---------- | ------------------------ | ------------------- |
| Поразка   | 1. | 13 лютого 2006    | Джоплін, США               | Тверде (i) | Джессі Віттен            | 3–6, 6–7(6–8)       |
| Перемога  | 1. | 13 березня 2006   | Салінас, Еквадор           | Тверде     | Джессі Віттен            | 4–6, 6–3, 6–2       |
| Поразка   | 2. | 10 квітня 2006    | Валенсія, США              | Тверде     | Фредерік Ніємеєр         | 6–4, 3–6, 2–6       |
| Поразка   | 3. | 31 липня 2006     | Сеговія, Іспанія           | Тверде     | Хуан Мартін дель Потро   | 4–6, 7–5, 4–6       |
| Поразка   | 4. | 13 листопада 2006 | PEOPLEnet CUP, Україна     | Тверде (i) | Дмитро Турсунов          | 6–7(7–9), 4–6       |
| Перемога  | 2. | 26 січня 2009     | Гайльбронн, Німеччина      | Килим (i)  | Кароль Бек               | 6–4, 6–4            |
| Перемога  | 3. | 6 квітня 2009     | Батон-Руж, США             | Тверде     | Ражів Рам                | 6–2, 3–6, 6–4       |
| Перемога  | 4. | 27 квітня 2009    | Родос, Греція              | Тверде     | Зімон Штадлер            | 7–5, 6–3            |
| Поразка   | 5. | 4 травня 2009     | Рамат-га-Шарон, Ізраїль    | Тверде     | Лу Єнь-Сюнь              | 3–6, 1–3, ret.      |
| Перемога  | 5. | 18 травня 2009    | Кремона, Італія            | Тверде     | Ізак ван дер Мерве       | 7–6(7–3), 6–1       |
| Перемога  | 6. | 10 червня 2012    | Ноттінгем, Велика Британія | Трава      | Турсунов Дмитро Ігорович | 4–6, 6–1, 6–4       |
| Перемога  | 7. | 11 листопада 2012 | Urtijëi, Італія            | Килим      | Андреас Сеппі            | 6–1, 6–4            |
| Поразка   | 6. | 9 червня 2013     | Ноттінгем, Велика Британія | Трава      | Меттью Ебден             | 5–7, 6–4, 5–7       |
| Перемога  | 8. | 14 липня 2013     | Стамбул, Туреччина         | Тверде     | Дуді Села                | 6–1, 2–6, 3–2, ret. |
| Перемога  | 9. | 3 листопада 2013  | Еккенталь, Німеччина       | Килим      | Рубен Бемельманс         | 2–6, 7–6(7–3), 6–4  |
| Поразка   | 7. | 11 жовтня 2015    | Монс, Бельгія              | Тверде (i) | Ілля Марченко            | 2–6, 7–6(10–8), 4–6 |
| Поразка   | 8. | 8 листопада 2015  | Еккенталь, Німеччина       | Килим (i)  | Михайло Южний            | 5–7, 3–6            |
| Поразка   | 9. | 25 вересня 2016   | Колумбус, США              | Тверде (i) | Мікаель Торпеґор         | 4–6, 6–1, 2–6       |

## Досягнення
| W | Ф | ПФ | ЧФ | #Р | КТ | К# | DNQ | A | NH |

### Одиночний розряд
| Турнір                                 | 2005             | 2006             | 2007             | 2008             | 2009             | 2010             | 2011             | 2012             | 2013             | 2014             | 2015             | 2016             | 2017             | SR      | W-L     |
| -------------------------------------- | ---------------- | ---------------- | ---------------- | ---------------- | ---------------- | ---------------- | ---------------- | ---------------- | ---------------- | ---------------- | ---------------- | ---------------- | ---------------- | ------- | ------- |
| Турніри Великого шолома                |                  |                  |                  |                  |                  |                  |                  |                  |                  |                  |                  |                  |                  |         |         |
| Відкритий чемпіонат Австралії з тенісу |                  |                  | 1р               | 1р               |                  | 2р               | 2р               | 1р               | 2р               | 1р               | 3р               | 1р               | К1р              | 0 / 9   | 5–9     |
| Відкритий чемпіонат Франції з тенісу   |                  | К3р              | 1р               | 1р               |                  | 1р               |                  | 1р               | 1р               | 1р               | 3р[a]            | 1р               | К1р              | 0 / 8   | 2–7     |
| Вімблдонський турнір                   |                  | 2р               | 1р               | 2р               | 2р               | 2р               |                  | 2р               | 1р               | 2р               | 1р               | 2р               | К2р              | 0 / 10  | 7–10    |
| Відкритий чемпіонат США з тенісу       |                  | 4р               | 1р               | К1р              | 1р               | 2р               |                  | 1р               | 2р               | 1р               | 1р               | 1р               |                  | 0 / 9   | 5–9     |
| В-П                                    | 0–0              | 4–2              | 0–4              | 1–3              | 1–2              | 3–4              | 1–1              | 1–4              | 2–4              | 1–4              | 4–3              | 1–4              | 0–0              | 0 / 36  | 19–35   |
| Серія Мастерс ATP 1000                 |                  |                  |                  |                  |                  |                  |                  |                  |                  |                  |                  |                  |                  |         |         |
| Індіан-Веллс                           |                  |                  | 1р               | 1р               | К2р              | 1р               | 2р               |                  | 1р               | 1р               | 1р               |                  | К1р              | 0 / 7   | 1–7     |
| Відкритий чемпіонат Маямі з тенісу     |                  |                  | 1р               | 2р               | 2р               | 4р               | 1р               | 2р               | 1р               | 4р               | 1р               | 1р               | 1р               | 0 / 11  | 9–11    |
| Монте-Карло                            |                  |                  | 2р               |                  |                  | 2р               |                  |                  |                  |                  | 1р               |                  |                  | 0 / 3   | 2–3     |
| Мадрид                                 |                  | К1р              |                  |                  |                  | 2р               |                  |                  |                  | 1р               | 1р               | К2р              |                  | 0 / 3   | 1–3     |
| Рим                                    |                  |                  | 1р               | К2р              |                  | 1р               |                  |                  |                  |                  |                  |                  |                  | 0 / 2   | 0–2     |
| Мастерс Канада                         |                  |                  |                  | К2р              |                  |                  |                  | К1р              | 1р               | К1р              | 1р               |                  |                  | 0 / 2   | 0–2     |
| Мастерс Цинциннаті                     |                  |                  | 1р               | 1р               | 2р               | 1р               |                  | К1р              | 2р               | 2р               | К1р              |                  |                  | 0 / 6   | 3–6     |
| Шанхай                                 | Не серія Мастерс | Не серія Мастерс | Не серія Мастерс | Не серія Мастерс | 1р               | 1р               |                  |                  | К1р              |                  |                  |                  |                  | 0 / 2   | 0–2     |
| Париж                                  |                  |                  | К1р              |                  | 2р               | 2р               |                  | К2р              |                  |                  |                  |                  |                  | 0 / 2   | 2–2     |
| Гамбург                                |                  |                  | 1р               |                  | Не серія Мастерс | Не серія Мастерс | Не серія Мастерс | Не серія Мастерс | Не серія Мастерс | Не серія Мастерс | Не серія Мастерс | Не серія Мастерс | Не серія Мастерс | 0 / 1   | 0–1     |
| В-П                                    | 0–0              | 0–0              | 1–6              | 1–3              | 3–4              | 6–8              | 1–2              | 1–1              | 1–4              | 3–4              | 0–5              | 0–1              | 0–1              | 0 / 39  | 17–39   |
| Загальна статистика                    |                  |                  |                  |                  |                  |                  |                  |                  |                  |                  |                  |                  |                  |         |         |
| Титули / Фінали                        | 0 / 0            | 0 / 0            | 0 / 1            | 0 / 0            | 1 / 1            | 0 / 0            | 0 / 0            | 0 / 0            | 0 / 0            | 0 / 1            | 0 / 0            | 0 / 0            | 0 / 0            | 1 / 3   | 1 / 3   |
| Разом виграшів–поразок                 | 0–0              | 9–8              | 21–32            | 11–20            | 14–19            | 29–31            | 3–9              | 10–14            | 9–20             | 27–26            | 11–20            | 9–18             | 0–3              | 153–220 | 153–220 |
| Рейтинг на кінець року                 | 420              | 58               | 84               | 129              | 40               | 53               | 304              | 65               | 79               | 40               | 97               | 119              | 519              | 41%     | 41%     |

a Виступ на Відкритому чемпіонаті Франції 2015 рахується як 2 перемоги 0 поразок. Кей Нісікорі вийшов без гри до четвертого кола, коли Бекер знявся через розрив в'яза в правому плечі. Це не зараховано ні до поразок Бекера, ні до перемог Кея Нішікорі.

### Парний розряд
| Турнір                                 | 2007 | 2008 | 2009 | 2010 | 2011 | 2012 | 2013 | 2014 | 2015 | 2016 | 2017 | SR     | W-L   |
| -------------------------------------- | ---- | ---- | ---- | ---- | ---- | ---- | ---- | ---- | ---- | ---- | ---- | ------ | ----- |
| Турніри Великого шолома                |      |      |      |      |      |      |      |      |      |      |      |        |       |
| Відкритий чемпіонат Австралії з тенісу | 1р   |      |      | 1р   | 3р   |      | 1р   | 1р   | 3р   | 2р   |      | 0 / 7  | 5–7   |
| Відкритий чемпіонат Франції з тенісу   | 1р   |      |      | 2р   |      | 2р   | 1р   | 1р   | 1р   |      |      | 0 / 6  | 2–6   |
| Вімблдонський турнір                   | 3р   |      | 1р   | 1р   |      | 2р   |      | 1р   | 1р   |      |      | 0 / 6  | 3–6   |
| Відкритий чемпіонат США з тенісу       | 1р   |      | 1р   | 2р   |      | 1р   |      | 2р   |      |      |      | 0 / 5  | 2–5   |
| В-П                                    | 2–4  | 0–0  | 0–2  | 2–4  | 2–1  | 2–3  | 0–2  | 1–4  | 2–3  | 1–1  | 0–0  | 0 / 24 | 12–24 |

## Перемоги над гравцями першої 10-ки
| Сезон    | 2005 | 2006 | 2007 | 2008 | 2009 | 2010 | 2011 | 2012 | 2013 | 2014 | 2015 | 2016 | 2017 | Всього |
| Перемоги | 0    | 0    | 1    | 1    | 1    | 2    | 1    | 0    | 0    | 0    | 0    | 0    | 0    | 6      |

| #    | Гравець           | Рейтинг | Турнір                                             | Покриття   | Р-д  | Рахунок            | Рейтинг ББ |
| 2007 | 2007              | 2007    | 2007                                               | 2007       | 2007 | 2007               | 2007       |
| ---- | ----------------- | ------- | -------------------------------------------------- | ---------- | ---- | ------------------ | ---------- |
| 1.   | Томаш Бердих      | 10      | Бангкок, Таїланд                                   | Тверде (i) | ПФ   | 3–6, 6–4, 6–4      | 79         |
| 2008 |                   |         |                                                    |            |      |                    |            |
| 2.   | Микола Давиденко  | 4       | Вімблдонський турнір 2008, Лондон, Велика Британія | Трава      | 1р   | 6–4, 6–4, 6–4      | 116        |
| 2009 |                   |         |                                                    |            |      |                    |            |
| 3.   | Фернандо Вердаско | 8       | Ordina Open 2009, Нідерланди                       | Трава      | 2р   | 7–5, 7–6(7–4)      | 82         |
| 2010 |                   |         |                                                    |            |      |                    |            |
| 4.   | Микола Давиденко  | 5       | Галле, Німеччина                                   | Трава      | 2р   | 6–3, 6–4           | 52         |
| 5.   | Фернандо Вердаско | 8       | Бангкок, Таїланд                                   | Тверде (i) | 2р   | 6–4, 6–4           | 65         |
| 2011 |                   |         |                                                    |            |      |                    |            |
| 6.   | Фернандо Вердаско | 9       | Брисбейн, Австралія                                | Тверде     | 1р   | 6–1, 6–7(2–7), 6–3 | 53         |